# Kronjylland
Udtrykket Kronjylland refererer til et område, der ikke er præcist afgrænset, men som oftest siges at være området omkring Randers, eller området mellem Mariager Fjord (minus området nord og vest for Glenstrup Sø i den nedlagte Hobro Kommune) og Egåen lidt nord for Aarhus. Områdeafgrænsningen ses indirekte på et kort, som Naturstyrelsens enhed, Kronjylland, har aftrykt. Her fremgår det, at styrelsen administrerer nogle større områder ved Hald Sø, Fussingø Gods, Kalø Gods og Mols Bjerge samt en række mindre arealer ved Bjerringbro, Randers og Mariager og endvidere på Djursland og Helgenæs.

## Navnets historie
Ordet 'Kronjylland' er blevet brugt siden midten af 1800-tallet. I 1976 blev det første gang brugt af en (halv)offentlig myndighed, da det daværende Randers Erhvervsråd besluttede at udvide sit samarbejde med de omkringliggende kommuner, og derfor omdøbtes til Kronjyllands Erhvervsråd.
Man har dog brugt betegnelsen Kronjydernes Land længere tilbage, og man kender betegnelsen kronjyde fra 1850'erne. Fra 1870'erne bruges den om de jyder der bor i Randersområdet. Forfatteren Henrik Pontoppidan er en af de første, der bruger denne betegnelse på skrift. Her gælder det især beboerne tæt ved Randers Fjord, men måske egentlig i betydningen 'ægte jyder'. En anden mulighed for navnets oprindelse er, at området har haft en usædvanlig høj koncentration af krongods. Dvs. jord og ejendomme ejet af kongen.

## Senere brug
Ved Assentoft øst for Randers hed destruktionsanstalten for selvdøde dyr og slagteriaffald tidligere Kronjyden (i dag del af virksomheden Daka). I Viborg bar et værtshus i Jernbanegade i midten af 1900-tallet ligeledes navnet Kronjyden og blev derfor i folkemunde også kaldt "den døde ko" eller "den døde gris". Et af de største lokale pengeinstittuter i området er Sparekassen Kronjylland.
Fra 1935 til 1949 kørte lyntoget Kronjyden mellem København og Frederikshavn. I 1949 blev Kronjyden erstattet af Vendsyssel, der kørte i 25 år til 1974.